# بارزي (اسم)
بَارِزِي هو اسم علم مذكر من أصل عربي ومعناه هو التام العقل والرأي والظاهر والعفيف الطاهر الخلق والنابه وظاهر، اللامع، الواضح.